# George Majeroni
George Majeroni, nato Giorgio Majeroni (Melbourne, 11 gennaio 1877 – Saranac Lake, 5 agosto 1924), è stato un attore australiano naturalizzato statunitense che, proveniente dal teatro, apparve in numerosi film statunitensi. Di origine italiana, era fratello minore dell'attore Mario Majeroni (1870-1931).
Nato a Melbourne nel 1877, emigrò negli Stati Uniti. Attore teatrale, il suo nome appare nei cartelloni degli spettacoli di Broadway sin dal 1906.

## Filmografia
- Thelma, regia di Oscar Apfel - cortometraggio (1912)
- The Sign of the Cross, regia di Frederick A. Thomson (1914)
- The Eternal City, regia di Hugh Ford, Edwin S. Porter (1915)
- A Daughter of the Nile, regia di Lucius Henderson - cortometraggio (1915)
- The Stolen Voice, regia di Frank Hall Crane (1915)
- Bella Donna, regia di Hugh Ford e Edwin S. Porter (1915)
- The Gray Mask, regia di Frank Hall Crane (1915)
- My Lady Incog., regia di Sidney Olcott (1916)
- Diplomacy, regia di Sidney Olcott (1916)
- As in a Looking Glass, regia di Frank H. Crane (1916)
- The Feud Girl, regia di Frederick A. Thomson (1916)
- Paying the Price, regia di Frank H. Crane (1916)
- Il servizio segreto (Patria), regia di Jacques Jaccard, Theodore W. Wharton e Leopold D. Wharton - serial cinematografico (1917)
- Stranded in Arcady, regia di Frank Hall Crane (1917)
- Who's Your Neighbor?, regia di S. Rankin Drew (1917)
- Stolen Honor, regia di Richard S. Stanton (1918)
- The Belgian, regia di Sidney Olcott (1918)
- Tangled Lives, regia di Paul Scardon (1918)
- All Man, regia di Paul Scardon (1918)
- The Green God, regia di Paul Scardon (1918)
- The Caillaux Case, regia di Richard Stanton (1918)
- The King of Diamonds, regia di Paul Scardon (1918)
- The Woman the Germans Shot, regia di John G. Adolfi (1918)
- Hoarded Assets, regia di Paul Scardon (1918)
- Marriage for Convenience, regia di Sidney Olcott (1919)
- Fighting Destiny
- Beating the Odds, regia di Paul Scardon (1919)
- Beauty-Proof, regia di Paul Scardon (1919)
- In Honor's Web, regia di Paul Scardon (1919)
- The Gamblers, regia di Paul Scardon (1919)
- The Invisible Bond, regia di Charles Maigne (1919)
- The Darkest Hour, regia di Paul Scardon (1919)
- What Women Will Do, regia di Edward José (1921)
- Diane of Star Hollow, regia di Oliver L. Sellers (1921)
- How Women Love, regia di Kenneth S. Webb (1922)